# Lee Tae-il
Dans ce nom, le nom de famille, Lee, précède le nom personnel coréen.
Lee Tae-il (hangeul: 이태일, né le 24 septembre 1990) ou Taeil (hangeul: 태일) est un chanteur sud-coréen, signé sous le label Seven Seasons. Il est le chanteur principal du groupe Block B.

## Biographie
Lee Tae-il est né à Séoul en Corée du Sud, où il a vécu avec ses parents, sa grande sœur et son petit frère. Il a été diplômé de Global Cyber University et étudiait avant à la Kim Myung-ki's Vocal Academy. Avant d'intégrer Block B, il participait à Star Audition 1, diffusé sur MBC.

## Carrière
En plus de son travail avec Block B, Taeil a fait deux concerts solo à Tokyo au Japon le 13 janvier 2017. Il a aussi fait une tournée de sept concerts dans six villes japonaises du 26 août au 7 septembre 2017 aux côtés d'U-Kwon, avec qui il forme l'unité T2U.
En mars 2018, Taeil a été nommé juge pour la compétition de chant Blind Musician, qui est sponsorisée par la Korea Music Copyright Association, la Federation of Korean Music Performers ainsi que la Korean Entertainment Producers' Association.

## Discographie

### En tant qu'artiste principal
| Titre                                | Année | Meilleure position | Ventes          | Album                     |
| Titre                                | Année | COR                | Ventes          | Album                     |
| ------------------------------------ | ----- | ------------------ | --------------- | ------------------------- |
| "Inspiring" (흔들린다)               | 2015  | 59                 | - COR: 48,543+  | Non-album single          |
| "It Was Love" (사랑이었다)           | 2016  | 17                 | - COR: 182,532+ | Blooming Period           |
| "A Doll's Dream" (인형의 꿈)         | 2016  | —                  | - COR: 11,914+  | Woman with a Suitcase OST |
| "Come to Me" (내게 와요)             | 2017  | —                  | NC              | Radiant Office OST        |
| "Easiest Thing To Do" (가장 쉬운 일) | 2017  | —                  | NC              | Man Who Dies to Live OST  |

### Collaborations
| Titre                                                 | Année | Meilleure position | Ventes          | Album            |
| Titre                                                 | Année | COR                | Ventes          | Album            |
| ----------------------------------------------------- | ----- | ------------------ | --------------- | ---------------- |
| "I Like You, I Don't" (좋아한다 안 한다) avec Sejeong | 2017  | 8                  | - COR: 155,494+ | Non-album single |
| "Falling You" avec Kim So-hee                         | 2017  | —                  | NC              | Meloholic OST    |
| "—" signifie que le morceau ne s'est pas classé.      |       |                    |                 |                  |

## Filmographie

### Émissions
| Année | Titre               | Chaîne | Notes       |
| ----- | ------------------- | ------ | ----------- |
| 2015  | King of Mask Singer | MBC    | Participant |
| 2018  | The Call            | Mnet   | Soliste     |

## Récompenses et nominations
| Année | Cérémonie          | Catégorie       | Travail nommé                            | Résultat   |
| ----- | ------------------ | --------------- | ---------------------------------------- | ---------- |
| 2017  | MelOn Music Awards | Hot Trend Award | "I Like You, I Don't" (좋아한다 안 한다) | Nomination |